# Bienve Moya
Benvingut Moya i Domènech, més conegut com a Bienve Moya (Vilanova i la Geltrú, 30 de novembre de 1944) és un folklorista, escriptor, activista i gestor cultural català. Cursà estudis dramàtics a Barcelona i formà part de la companyia teatral Els Joglars durant la dècada de 1970. El 1985, en ser inaugurat després de la renovació, fou director del Teatre Principal de Vilanova i la Geltrú. Fou impulsor de la Xarxa de Teatres Públics de Catalunya i fundador i codirector dels festivals de circ i pallassos Trapezi i la Fira del Circ, entre d'altres. Fou membre del projecte Socatalà, d'investigació per a la música tradicional contemporània catalana, i se'l considera membre actiu per a la recuperació de les festes de la Mercè, el Carnaval i altres festes populars de Barcelona i de Vilanova i la Geltrú. El 2005 cofundà el col·lectiu «Els altres andalusos». Ha col·laborat en diaris i revistes com ara L'Avenç, El País, El Temps, Destino, Avui, Ajoblanco... i ha publicat diferents obres. El 2009 rebé el Premi Nacional de Cultura Popular.

## Obra publicada[5]
- Festes populars a Catalunya. Avel·lí Artís-Gener, Bienve Moya. Barcelona : HMB, cop. 1980
- Ara ve Nadal : recull de tradicions del solstici d'hivern. Josep Mañà, Bienve Moya, Antònia Pélauzy. Barcelona : Caixa de Barcelona, DL 1981
- Petita epopeia dels vilanovins. Bienve Moya , text; Pilarín Bayès, il·lustracions ; Marta Mata, pròleg. Vilanova i la Geltrú: El Cep i la Nansa, 1983 [Juvenil]
- Petita història del Garraf. Barcelona: Mediterrània, 1993 [Juvenil]
- Calendes: impressions sobre mites, festes i celebracions catalanes. Tarragona: El Mèdol, 1996
- Rondalles i llegendes catalanes. Tarragona: El Mèdol, 1996
- La llegenda dels sants. Tarragona: El Mèdol, 1996
- Llegendes i contes catalans per a ser explicats. Tarragona: El Mèdol, 1997
- La Festa a Catalunya. Barcelona: Cercle de Lectors, 1998
- Llegendes urbanes i narracions suburbials. Alcoi: Marfil, 1999
- El Llibre del mestre. 4. Calendari festiu. [Vilanova i la Geltrú : El Cep i la Nansa : l'Ajuntament. Àrea d'Educació], 1999
- Restauració del Patrimoni I. [Vilanova i la Geltrú : l'Ajuntament], 2001
- Suburbalies, Pròsper i Maxim. Vilanova i la Geltrú: El Cep i la Nansa, 2005
- Raons nacionals. Altres andalusos. Barcelona : L'Esfera dels Llibres, 2005
- Llegendes del Penedès i de les valls del Garraf. Barcelona: Abadia de Montserrat, 2005
- Flordesaüc: camins d'al-Andalús. Lleida: Pagès, 2006
- Balad Balansiyya : llegendes de la Xarqiyya i altres contes. Alcoi : Marfil, DL 2008
- Carnaval el de Vilanova i la Geltrú. Rafael López-Monné, fotografies ; Bienve Moya, textos ; Noemí Sans, pròleg. [Tarragona] : Arola, 2010
- La Festa vista per tres fotògrafs vallencs : Pere Català Pic, Francesc Català-Roca i Pere Català Roca. [textos: Bienve Moya, Jordi París Fortuny ; coordinació: Jordi París, Francesc X. Domingo]. Valls : Institut d'Estudis Vallencs [etc.], DL 2011
- Una mà de sants. Barcelona: La Magrana, 2011
- Cada dia és festa. Barcelona: Barcino, 2014
- Olèrdulae : els contes del Penedès de mar a terra endins. Vilanova i la Geltrú: El Cep i la Nansa, 2017
- Criatures fantàstiques de l'imaginari col·lectiu : 100 bubotes, sorges, gorguins i altres éssers quimèrics. Valls : Cossetània Edicions, novembre del 2019[6]
- Carnaval sense esforç (guia per conèixer i participar del carnaval de Vilanova i la Geltrú, sense prendre mal) : carnaval 2021. Bienve Moya, text; Xavier López, pròleg; Xavier Saumell, fotografia. Vilanova i la Geltrú : Ajuntament de Vilanova i la Geltrú : Federació d'Associacions pel Carnaval, 2021[7]

Novel·la
- Il·legals. Alcoi: Marfil, 2001

Teatre
- L'ànima malalta. Tarragona: Arola, 2000

Contes
- Polen quiere amar. Barcelona: La Galera, 1969
- Pol·len vol estimar. Barcelona: La Galera, 1969
- En Maginet 'Tap de bassa'. Barcelona: La Galera, 1975
- Manolo Tachuela. Barcelona: La Galera, 1975
- Vull ser mulasser. Vilafranca del Penedès [etc.] : Vilatana [etc.], 1998
- En Maginet tap de bassa. Vilanova i la Geltrú : El Cep i la Nansa, 2004
- La Nena de Darró. Barcelona : Comissió 50 anys Escola Llebetx : Consell Comarcal del Garraf, abril 2019
- L'Àliga de Tarragona: Tarragona: Associacio Amics de la Colla Jove / Insitu Comunicació, Setembre de 2014

## Premis i reconeixements
- Premi Camera del Consell Àudiovisual Mundial de París de 1995 per a Imaginari
- Premi Nacional de Cultura Popular de 2009, concedit per la Generalitat de Catalunya